# Ring Lardner Jr.
Ring Lardner, född 1915, död 2000, var en amerikansk manusförfattare. Han var en av de så kallade "Hollywood Ten", en grupp om tio filmmakare som svartlistades på femtiotalet efter att de vägrat vittna för House Un-American Activities Committee.

## Filmografi (i urval)
- 1942 – Årets kvinna
- 1944 – Laura
- 1965 – Cincinnati Kid
- 1970 – M*A*S*H

## Priser och utmärkelser
- Oscar för bästa originalmanus, för Årets kvinna,  4 mars 1943[10]
- Oscar för bästa manus efter förlaga, för M*A*S*H,  15 april 1971[11]
- Stjärna på Playwrights' Sidewalk[12]

[Redigera Wikidata]